# ФК Крила Крајине
ФК Крила Крајине је бивши фудбалски клуб из Бање Луке, који се такмичио у оквиру Прве лиге Републике Српске и Друге лиге Републике Српске.

## Историја
Клуб је основан 1994., а угашен 2006. године.

## Резултати
- Друга лига Републике Српске у фудбалу — Бања Лука 1995/96. (1. мјесто)
- Прва лига Републике Српске у фудбалу 1996/97. — Запад (8. мјесто)